# Ptilosarcus gurneyi
Ptilosarcus gurneyi är en korallart som först beskrevs av Gray 1860.  Ptilosarcus gurneyi ingår i släktet Ptilosarcus och familjen Pennatulidae. Inga underarter finns listade i Catalogue of Life.